# 墨坂神社 (須坂市)
墨坂神社（すみさかじんじゃ）は、長野県須坂市に2か所にある神社。いずれも祭神は墨坂神で、天応元年（781年）に朝廷から神封1戸をあてられ奉られたという（『新抄格勅符抄』）。『延喜式』神名帳に記載されている信濃国高井郡の式内社。

## 概要
- 長野県須坂市須坂1048番地 （芝宮） 旧県社
- 長野県須坂市墨坂1丁目8番1号（八幡） 旧県社

### 芝宮

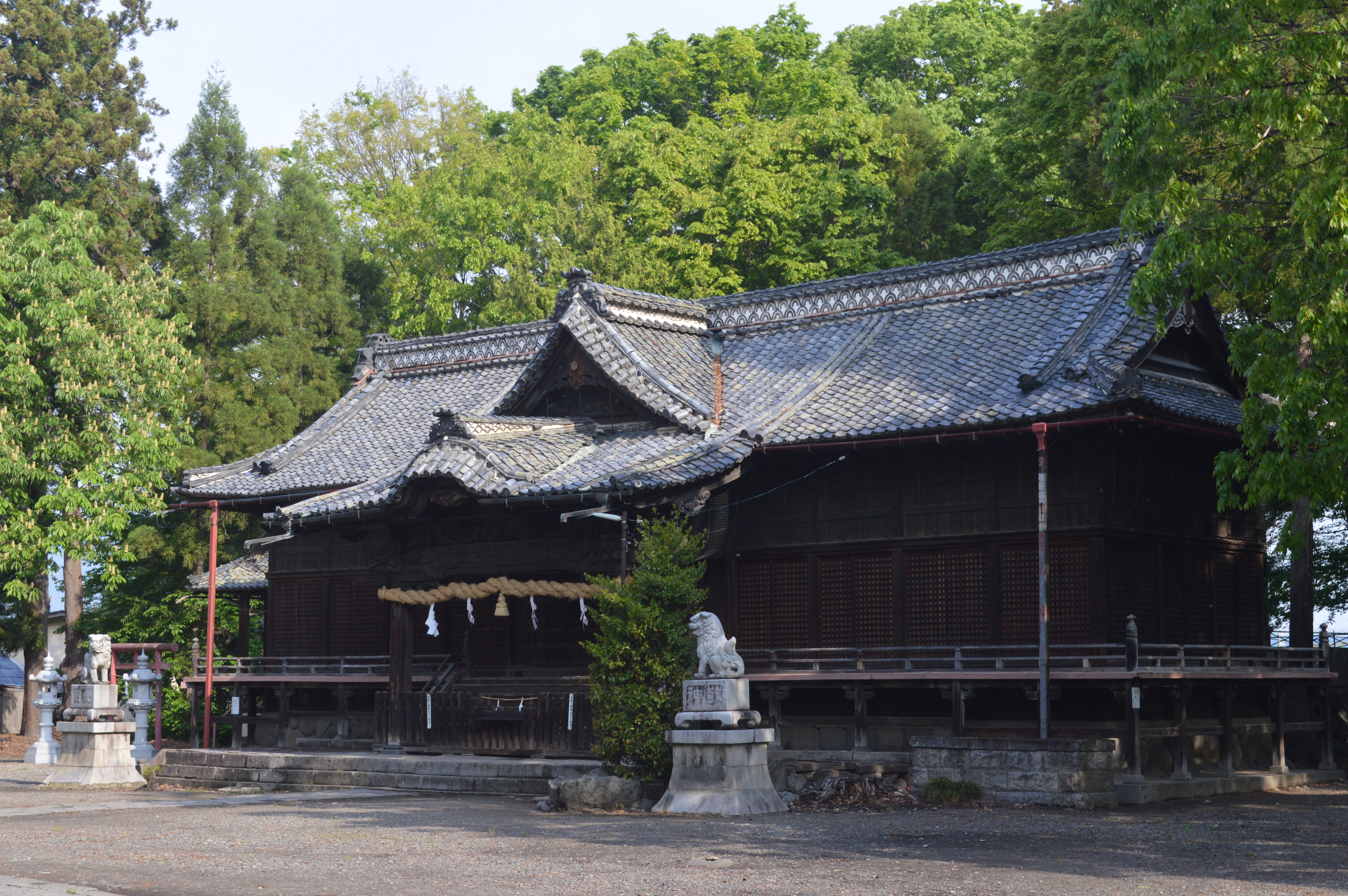
芝宮墨坂神社

社伝によれば、白鳳2年（647年）に大和国宇陀郡から勧請し、創建された。主神の他、健御名方命を合祀している。江戸時代には須坂藩主によって、社殿の造営地などの寄進が盛んに行われた。明治3年（1870年）、社号を芝宮から墨坂神社とした。
例祭は9月14日で、その他、御射山祭、蚕糸祭、弥栄祭、商工祭が行われている。

### 八幡
創建は不明。主神の他、帯中津日子尊、気長足姫尊、品陀和気命尊を合祀している。慶長2年（1597年）の小山村墨坂神社と八幡宮の神道裁許状が残されている。江戸時代には須坂藩主の崇敬を受けた。寛政2年（1790年）、社号を八幡宮から墨坂神社とした。
墨坂神社の掲額は寛政2年（1790年）のものである。

### 宝賀寿男による異説
宝賀は、同社は生島足島神社と共に畿内と信濃国にのみ見えるという特徴があり、このことからこれら両神を奉斎する畿内中央豪族の遷住が想定され、その奉斎氏族は科野国造と主張している。